# Kiều Oanh
Nguyễn Kiều Oanh (sinh ngày 20 tháng 10 năm 1974) còn được biết đến với nghệ danh Kiều Oanh, là một nữ diễn viên, nghệ sĩ hài và nghệ sĩ cải lương nổi tiếng người Việt Nam. Bà có lối diễn xuất đặc trưng Nam Bộ qua các tiểu phẩm hóm hỉnh và nhiều ý nghĩa. Từ nhỏ bà đã được đào tạo để trở thành diễn viên cải lương nhưng bà lại gắn bó với kịch nói, bà từng tham gia các vở kịch trên sân khấu kịch Sài Gòn như: Lặng lẽ khóc cười, Em lấy chồng xứ lạ, Vàng ơi là vàng, Bến đục bến trong... Ngoài ra bà cũng từng tham gia trong các bộ phim như Đất phương Nam, Những nẻo đường phù sa, Giã từ dĩ vãng, Chuyện ông thần nước...

## Tiểu sử
Kiều Oanh quê ở thị trấn An Phú, huyện An Phú, tỉnh An Giang. Bà mê cải lương từ thuở bé, mê tới mức có bài nào ngọt, có vở tuồng nào hay là bà tìm lại và nghe cho thuộc. Nghe nhiều tới mức chỉ cần đưa một đoạn lời, bà nhìn qua là có thể ca được liền. Vì thế, dù không được học hành bài bản nhưng khi thi vào trường Nghệ thuật Sân khấu 2, bà vẫn trúng tuyển với đoạn trích một lớp vọng cổ.
Năm 18 tuổi, bà rời miền quê An Giang lên Thành phố Hồ Chí Minh để thi vào khoa cải lương trường Nghệ thuật Sân khấu 2 (nay là Trường Đại học Sân khấu – Điện ảnh Thành phố Hồ Chí Minh). Bốn năm sinh viên, bà đã kịp đem về cho trường tấm huy chương vàng trong Liên hoan Sân khấu Toàn quốc 1995 cùng danh hiệu Diễn viên trẻ tài năng. Tốt nghiệp thủ khoa, bà được nhận vào đoàn cải lương Sài Gòn 3. Nhưng cải lương vào thời thoái trào, rạp hát đóng cửa, diễn viên thì tản mạn mọi nơi. May mắn là vài đạo diễn đã nhìn thấy tài diễn xuất của bà nên mời tham gia một số vở kịch truyền hình. Những vở diễn "Một đời oan nghiệt", "Khát vọng"… đã giúp tên tuổi bà dần đi vào lòng người yêu kịch.
Khi bà tham gia nhóm hài Hữu Nghĩa, người ta được biết thêm một Kiều Oanh với lối diễn hài tưng tửng, độc và lẳng rất khác biệt. Dù đi diễn hài khá nhiều, khán giả biết tới bà cũng khá nhưng phải tới khi xuất hiện trong bộ phim truyền hình "Đất phương Nam", cái tên Kiều Oanh mới vụt sáng. Một cô đào hát tài sắc vẹn toàn nhưng đoản mệnh là nét chấm phá cho bộ phim, tạo thêm sự phong phú cho các tuyến nhân vật và phản ánh rõ nét hơn về thân phận những người cùng khổ.

## Sự nghiệp
Khi bước vào tuổi thanh niên, Kiều Oanh đã đi tham gia rất nhiều vở hài vui nhộn mặc dù trước đây bà đã từng được đào tạo thành nghệ sĩ cải lương. Hai người bạn diễn nam diễn hài rất ăn ý với bà là Tấn Beo và Bảo Chung. Vào những năm 2000, bà tham gia nhóm hài Hữu Nghĩa được nhiều khán giả yêu thích qua những tiểu phẩm hài duyên dáng và nhiều ý nghĩa nhân văn. Năm 2003, bà sang Mỹ hoạt động nghệ thuật. Bà làm việc với trung tâm Thúy Nga và diễn hài với nghệ sĩ Lê Tín và hai người họ rất diễn cũng ăn ý với nhau. Mãi đến tháng 4 năm 2006, bà có chuyến trở về quê nhà tại Việt Nam và thực hiện liveshow để tri ân khán giả trong nước. Năm 2006, bà kết hôn với nghệ sĩ Lê Huỳnh (sinh năm 1964) - một nghệ sĩ hài của trung tâm Vân Sơn và định cư tại Mỹ. Từ khi kết hôn với Lê Huỳnh thì bà đã theo ông qua trung tâm Vân Sơn để trình diễn cùng ông. Hai vợ chồng diễn cũng ăn ý không kém khi bà diễn với Tấn Beo và Bảo Chung hồi còn ở Việt Nam hay với Lê Tín hồi còn ở trung tâm Thúy Nga. Năm 2008, bà đã sinh một đứa con gái với Lê Huỳnh và đặt tên là Whitney Huỳnh (tên tiếng Việt: Huỳnh Nguyễn Yến Khang). Nhưng đến năm 2013 thì hai vợ chồng Kiều Oanh - Lê Huỳnh đã ly hôn, cuộc chia tay bất ngờ này khiến nhiều khán giả ngạc nhiên. Hiện tại, bà đã lập gia đình với nghệ sĩ cải lương - diễn viên điện ảnh Hoàng Nhất. Năm 2018, bà đã sinh một đứa con gái với Hoàng Nhất và đặt tên là Callie Hoàng Trần (tên tiếng Việt: Trần Hoàng Yến Xuân)
Hiện nay, bà xuất hiện khá nhiều trong các gameshow truyền hình trong nước như: Danh hài đất Việt, Hoán đổi, Sàn đấu danh hài, Cặp đôi hài hước,... và nhiều phim điện ảnh ăn khách.

## Các tiết mục biểu diễn trên sân khấu hải ngoại

### Trung tâm Thúy Nga
| STT | Tiết mục                        | Thể hiện với                                    | Chương trình                  | Năm  |
| --- | ------------------------------- | ----------------------------------------------- | ----------------------------- | ---- |
| 1   | Hài kịch: Trúng số độc đắc      | Lê Tín                                          | Paris By Night 82             | 2006 |
| 2   | Hài kịch: Tình quê              | Lê Tín                                          | Paris By Night 83             | 2006 |
| 3   | Hài kịch: Vietnamese Idols      | Lê Tín, Hoài Linh, Chí Tài                      | Paris By Night 84             | 2006 |
| 4   | Hài kịch: Nỗi oan Thị Mầu       | Lê Tín, Hoài Linh, Chí Tài, Kiều Linh, Uyên Chi | Paris By Night 85             | 2007 |
| 5   | Hài kịch: Người Ở Thời Hiện Đại | Lê Tín, Trang Thanh Lan                         | Paris By Night 86             | 2007 |
| 6   | Hài kịch: Chồng Chúa Vợ Tôi     | Lê Tín, Kiều Linh, Ngọc Đan Thanh               | Paris By Night 90             | 2007 |
| 7   | Hài kịch: Mẹ Ơi, Mai Con Về     | Hoàng Nhất, Ngọc Đáng, Diệp Hồng Anh            | Paris By Night Tiếu Vương Hội | 2023 |

### Trung tâm Asia
| STT | Tiết mục                  | Thể hiện với | Chương trình | Năm  |
| --- | ------------------------- | ------------ | ------------ | ---- |
| 1   | Hài kịch: Cầu Vừa Đủ Xài  | Lê Huỳnh     | ASIA 60      | 2008 |
| 2   | Hài kịch: Bói Quẻ Đầu Năm | Lê Huỳnh     | ASIA 60      | 2008 |
| 3   | Hoạt cảnh Táo Quân        | Lê Huỳnh     | ASIA 60      | 2008 |

### Trung tâm Vân Sơn
| STT | Tiết mục                            | Thể hiện với                            | Chương trình | Năm  |
| --- | ----------------------------------- | --------------------------------------- | ------------ | ---- |
| 1   | Hài kịch: Thầy bói trúng số         | Lê Huỳnh                                | Vân Sơn 40   | 2008 |
| 2   | Hài kịch: Homeless USA              | Lê Huỳnh, Việt Thảo                     | Vân Sơn 41   | 2008 |
| 3   | Ca múa hài: Ấy ơi ấy à              | Vân Sơn, Giáng Ngọc, Lê Huỳnh           | Vân Sơn 42   | 2009 |
| 4   | Hài kịch: Người khách lạ            | Vân Sơn, Lê Huỳnh, Trường Vũ, Chế Phong | Vân Sơn 42   | 2009 |
| 5   | Hài kịch: Nhị Kiều Tướng quân       | Vân Sơn, Lê Huỳnh                       | Vân Sơn 43   | 2009 |
| 6   | Hài kịch: Hai mặt cuộc đời          | Vân Sơn, Lê Huỳnh                       | Vân Sơn 43   | 2009 |
| 7   | Hài kịch: Ứng xử                    | Vân Sơn, Lê Huỳnh, Việt Thảo            | Vân Sơn 43   | 2010 |
| 8   | Cải lương: Người đẹp trong tranh    | Lê Huỳnh, Linh Tâm, Hữu Nghĩa           | Vân Sơn 45   | 2010 |
| 9   | Hài kịch: Lương Sơn Bá Chúc Anh Đài | Vân Sơn, Bảo Chung, Lê Huỳnh            | Vân Sơn 45   | 2010 |
| 10  | Hài kịch: Ngày anh về               | Lê Huỳnh                                | Vân Sơn 46   | 2011 |
| 11  | Hài kịch: Thằng Bờm                 | Vân Sơn, Bảo Chung, Lê Huỳnh            | Vân Sơn 46   | 2011 |
| 12  | Hài kịch: Ngày sinh nhật            | Lê Huỳnh                                | Vân Sơn 47   | 2011 |
| 13  | Hài kịch: Chuyện tình vào hạ        | Vân Sơn, Bảo Chung, Lê Huỳnh            | Vân Sơn 47   | 2011 |
| 14  | Hài kịch: Cặp đôi hoàn cảnh         | Lê Huỳnh                                | Vân Sơn 48   | 2012 |
| 15  | Hài kịch: Hoa hậu miệt vườn         | Lê Tín                                  | Vân Sơn 49   | 2013 |
| 16  | Hài kịch: Tình đổi chiều            | Vân Sơn, Bảo Chung                      | Vân Sơn 50   | 2014 |
| 17  | Còn Nợ Em Khúc Dân Ca               | Vân Sơn                                 | Vân Sơn 51   | 2015 |

## Hoạt động nghệ thuật

### Hài ở Việt Nam
Tiêu biểu:
- Chuyện tình Tây Thi
- Cái dậu mồng tơi
- Tình làng nghĩa xóm
- Ok, mình chia tay
- Huynh đệ thời @
- Tiểu lý phi đao
- Dịch vụ thuê chồng
- Dịch vụ chửi mướn
- MC tranh tài
- Số đỏ
- Ăn mày tìm con
- Chỉ tại nhiều chuyện
- Đi tìm hạnh phúc
- Năm chàng kép già
- Thám tử nhà quê
- Vận xui
- Giả chết
- Tài tử Hồng Kông
- Suýt chút nữa là
- Thằng vô duyên
- Liều thuốc độc
- Kén chồng
- Dạy con hàng xóm
- Ma men
- Lô tô
- Lô tô Hồ Quảng
- Lòng lề đường
- Vụ án thế kỷ / Vụ kiện con chó
- Sinh nghề tử nghiệp
- Mê siêu cầu thủ
- Những người sành điệu
- Gái nhảy
- Đôi Dòng Kỳ Lạ
- Bà Ngoại Thời @
- Hãy Sống Chân Thật
- Vợ tôi là tơ giăng
- Chuyện tình Lan và Điệp
- Ngày của mẹ
- Đi chơi lô tô
- Ngày sinh nhật
- Tình cha duyên con
- Ma men hội ngộ thần bài

- Và nhiều vở khác

### Kịch sân khấu
Tiêu biểu:
- Ngày của mẹ
- Lặng lẽ khóc cười
- Em lấy chồng xứ lạ
- Vàng ơi là vàng
- Bến đục bến trong
- Vợ tôi là tơ giăng
- Hạnh phúc bất ngờ
- Chồng ơi... đừng khóc
- Và nhiều vở khác

### Chương trình truyền hình
Tiêu biểu:
| Năm                           | Chương trình                     | Vai trò   |
| ----------------------------- | -------------------------------- | --------- |
| 2014                          | Tài Tiếu Tuyệt - HTV2            | Diễn viên |
| 2015                          | Chết cười - VTV3                 | Khách mời |
| 2015                          | Danh hài đất Việt - THVL         | Diễn viên |
| 2015                          | Gặp nhau để cười - VTV9          | Diễn viên |
| 2016                          | Hoán đổi - VTV3                  | Giám khảo |
| 2016                          | Cùng Nhau Tỏa Sáng - THVL1       | Giám khảo |
| 2017                          | Trời sinh một cặp - VTV3         | Giám khảo |
| 2017                          | Sàn đấu danh hài - VTV9          | Giám khảo |
| 2017                          | Cặp đôi hài hước - THVL1         | Giám khảo |
| 2017                          | Kỳ tài lộ diện - THVL1           | Giám khảo |
| 2017                          | Quyền lực ghế nóng - VTV3        | Giám khảo |
| 2019                          | Studio H9 - hẹn cuối tuần - HTV9 | Khách mời |
| 2019                          | Kỳ tài lộ diện - THVL1           | Giám khảo |
| 2020                          | Kỳ tài tranh đấu - THVL1         | Giám khảo |
| 2020                          | Ký ức vui vẻ - VTV3              | Khách mời |
| 2021                          | Siêu thủ lĩnh - THVL1            | Khách mời |
| 2021                          | Ông bố hoàn hảo - HTV            | Giám khảo |
| 2021                          | Tâm đầu ý hợp - HTV7             | Khách mời |
| 2021                          | Bạn đời hợp ý - HTV7             | Khách mời |
| 2015,2016,2017,2020,2022,2024 | Cười xuyên Việt - THVL1          | Giám khảo |
| 2023                          | Nói vui mua nhiều                | Diễn viên |
| 2023                          | Lạ lắm à nha                     | Ca sĩ     |
| 2024                          | Mái ấm gia đình Việt             | Khách mời |
| 2024                          | Đấu trường âm nhạc               | Giám khảo |
| 2024                          | Tuyệt kỹ tiếu lâm                | Giám khảo |
| 2024                          | 2 ngày 1 đêm - HTV7              | Khách mời |

- Và nhiều chương trình khác

### Phim ảnh
- Cổ tích Việt Nam: Thầy lang bất đắc dĩ
- Công tử Bạc Liêu - vai Đào Ba Thi
- Trăng không mùa
- Đất phương Nam
- Cát gió bụi hồng - vai Liễu
- Những nẻo đường phù sa
- Giã từ dĩ vãng
- Chuyện ông thần nước
- Bay vào cõi mộng
- Mộng ước vẫn còn đây
- Ma dai
- Táo Quân ở trọ
- Mắt Nai
- Khúc nam ai
- Bí mật của người khác
- Có căn nhà nằm nghe nắng mưa
- Sứ Mạng Sinh Tử
- Biệt đội săn thợ săn [7]

### DVD
- DVD: Kiều Oanh
- DVD: Kiều Oanh Thích Cười 1 đến Kiều Oanh Thích Cười 15.
- DVD: Gái nhảy
- DVD: Vợ tôi là giăng tơ
- DVD: Chồng ơi đừng khóc
- DVD: The Best Of Kiều Oanh
- DVD: Chỉ vì tin đồn
- DVD: Nạn con rơi
- DVD: Con là mùa xuân của mẹ

## Liveshow
Hơn 20 năm vào nghề, Kiều Oanh đã tổ chức được nhiều liveshow cho riêng mình trong – ngoài nước và luôn nhận được tình cảm sâu sắc từ khán giả dành cho mình.
- Kiều Oanh Liveshow
- Vòng tay nhân ái
- Trai tài gái sắc
- Con là mùa xuân của mẹ

## Giải thưởng
- Liên hoan sân khấu Toàn quốc 1995: Danh hiệu Diễn viên trẻ tài năng.
- Huy chương vàng cho vở Có những tấm lòng tại Liên hoan sân khấu cải lương chuyên nghiệp toàn quốc.
- Cù nèo vàng - Diễn viên hài xuất sắc năm 2010.
- Và nhiều giải thưởng lớn nhỏ khác.